# Qaralar (Imishli)
Qaralar è un comune dell'Azerbaigian situato nel distretto di İmişli. Conta una popolazione di 3 360 abitanti.